# نرم‌پوستگان
نرم‌پوستگان (نام علمی: Myoida) نام یک راسته از زیررده ناجوردندانگان است.